# Anne Warner
Anne Elizabeth Taubes Warner (ur. 24 sierpnia 1954 w Bostonie) – amerykańska wioślarka, brązowa medalistka olimpijska i wicemistrzyni świata.

## Kariera
Wystąpiła na igrzyskach olimpijskich w Montrealu w 1976, gdzie osada USA w składzie: Jackie Zoch, Anita DeFrantz, Carie Graves, Marion Greig, Anne Warner, Peggy McCarthy, Carol Brown, Gail Ricketson i Lynn Silliman (sternik) zdobyła brązowy medal w ósemkach. W finale uplasowały się o 5,36 sekundy za osadą NRD i 2,51 sekundy za osadą ZSRR. Był to debiut tej konkurencji w programie olimpijskim i zarazem jedyny start olimpijski Warner. Nie wzięła udziału w igrzyskach olimpijskich w Moskwie w 1980 z uwagi na bojkot tych zawodów przez USA. 
W tej samej konkurencji zdobyła również srebrny medal na mistrzostwach świata w Nottingham (1975). 
Kształciła się na Uniwersytecie Yale, uzyskując dyplom z prawa. Następnie ukończyła doktorat na Uniwersytecie Harvarda. Przez pewien czas zajmowała się także trenowaniem wioślarek.
Warner wyszła za mąż za matematyka Clifforda Taubesa. Para mieszkała w Belmont w stanie Massachusetts i doczekała się dwójki dzieci – Alice i Hannibala, ale później się rozwiodła.